# پایگاه آب‌نشین فیلادلفیا
 پایگاه آب‌نشین فیلادلفیا (به انگلیسی: Philadelphia Seaplane Base) یک فرودگاه همگانی بهره‌برداری هوایی با کد یاتا PSQ است که یک باند فرود آب دارد و طول باند آن ۲۷۷۴ متر است. این فرودگاه در کشور ایالات متحده آمریکا قرار دارد و در ارتفاع ۰ متری از سطح دریا واقع شده‌است.